# Роза даурская
Ро́за дау́рская, или Шипо́вник даурский (лат. Rósa davúrica) — вид растений, относящихся к роду Шиповник (Rosa) семейства Розовые (Rosaceae).

## Ботаническое описание

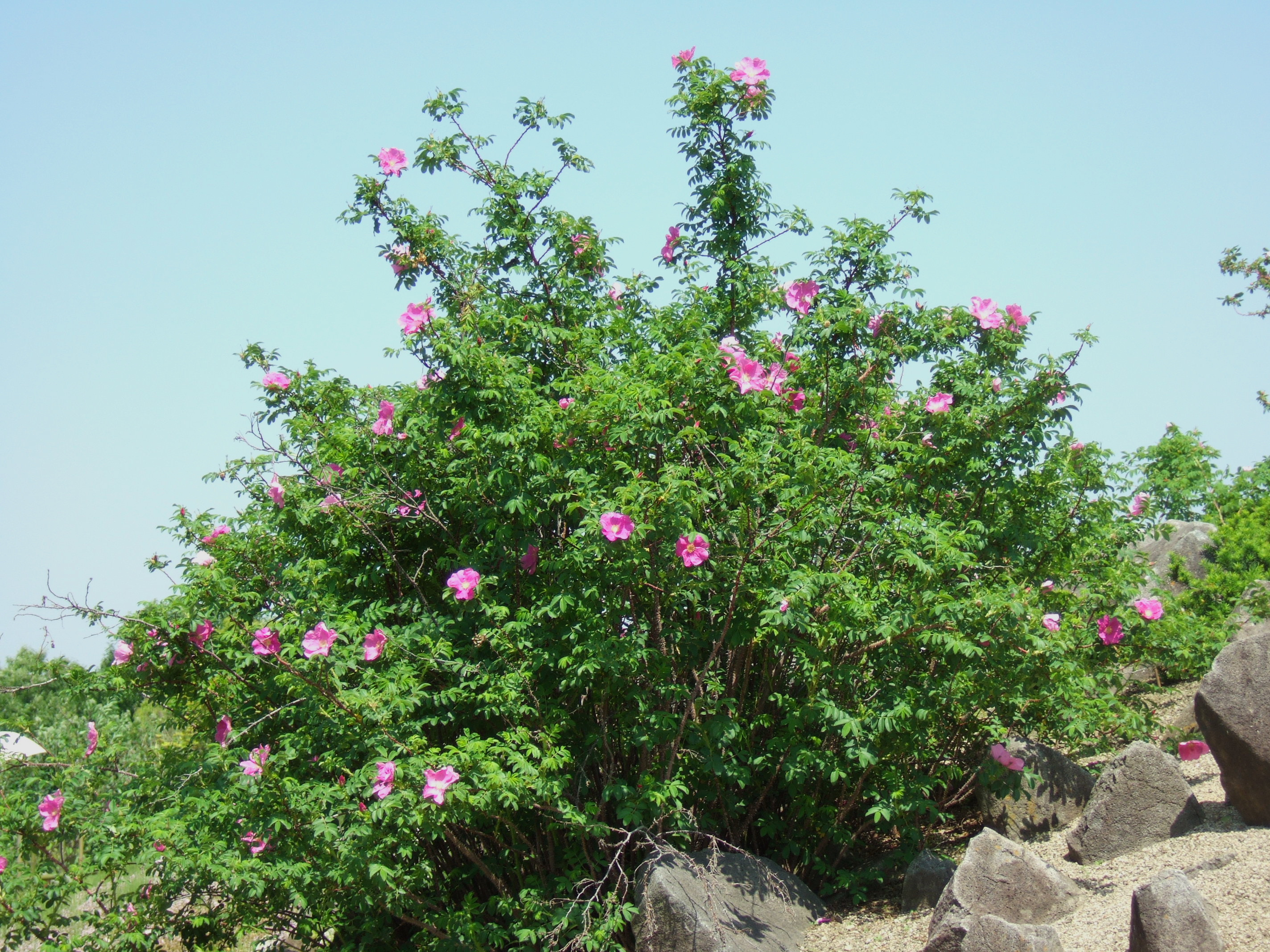
Взрослое растение в период цветения

Роза даурская сходна с европейскими видами секции Cinnamomeae, такими, как шиповник майский или шиповник повислый.
Многолетний кустарник высотою до 1,5 м, реже выше, на побегах имеются парные слабоизогнутые шипы.
Листья с семью опушёнными снизу листочками, длиной 4–10 см; прилистники в основном приросшие к черешкам.
Цветки одиночные, реже в группе по два — три, до 3–4 см в диаметре. Лепестки розовые, по пять на цветок, обратнояйцевидной формы.
Плод длиной 1–1,5 см, красного цвета, гладкие, шаровидные или яйцевидные. Чашелистики сохраняются при зрелых плодах. Плоды в сухой массе содержат до 2,8 % витамина C.
Растения очень зимостойки. Роза даурская легко переносит жару, но страдает от засухи.

## Распространение и экология
Ареал — Монголия, юг Восточной Сибири, Северо-Восточный Китай, Приморский край, Приамурье, Корейский полуостров и Японский архипелаг.
Растёт чаще куртинами и зарослями на сухих приречных песчано-галечниковых отложениях, на опушках и среди кустарников, по берегам рек и в светлохвойных (лиственничных) лесах; в елово-пихтовых лесах почти не встречается.
Самый распространенный на юге Дальнего Востока вид. Образует естественные гибриды с шиповниками иглистым и морщинистым.
Хорошо размножается корневыми отпрысками и семенами.

## Химический состав
Стебли, корни, плоды и цветки дают положительную реакцию на сапонины, дубильные вещества и неясную реакцию на кумарины; содержат 0,05–0,6 эфирного масла. Сухая мякоть плодов содержит около 2,8 %, а по другим данным 1,1–3,4 % аскорбиновой кислоты. Иногда содержание аскорбиновой кислоты достигает даже 6,2 %. Дневная потребность здорового организма человека в витамине С удовлетворяется всего 3–5 сухими плодами. После первых осенних заморозков, количество витамина С уменьшается. Кроме того, в плодах обнаружено немного каротина, витамины B2,К, Р, Е, пектин, дубильные вещества, органические кислоты и флаваноиды.
Плоды состоят из воды на 74,73 % и 25,27 % сухого остатка. Сухой остаток состоит 1,43 % золы, 4,10 % клетчатки, 4,98 % пентозанов, 2,23 % крахмала, 1,80 % пектиновых веществ, 0,82 % восстановленных сахаров, 0,22 % сахарозы. Общее количество протеина 1,25, сахаров 1,04 %, общая кислотность 3,37 %, летучих кислот 0,15 %, таннидов и красителей 0,19 %.

## Значение и применение
Роза даурская используется как медоносное, лекарственное, пищевое и декоративное растение.
Плоды съедобны, часто заготавливаются в сушеном виде (завариваются как чай или добавляются в компоты).
Отличный пыльценос, но слабый медонос. Продуктивность пыльцы цветком 46,0–62,0 мг. Пыльца бледно-жёлтая, мелкая, клейкая. В иные годы взяток достигал 3—5 кг перги на пчелиную семью.
Удовлетворительно поедается весной и летом пятнистым оленем. К выпасу не устойчив.

## Подвиды
- Rosa davurica var. davurica
- Rosa davurica var. glabra Liou
- Rosa davurica var. setacea Liou